# 믄타와이쥐
믄타와이쥐(Rattus lugens)는 시궁쥐속에 속하는 설치류의 일종이다. 인도네시아 믄타와이 제도 시베룻 섬과 시푸라 섬, 파가이우타라 섬(북파가이 섬), 파가이슬라탄 섬(남파가이 섬)에서만 발견된다.

## 특징
꼬리 길이 193~231mm를 제외한 몸길이가 212~251mm인 큰 설치류다. 발 길이는 37~44mm이고, 귀 길이는 20~26mm이다. 등 쪽 털은 회색빛 검은색을 띠는 반면에 옆구리는 짙은 갈색이고 배 쪽은 회색이다.

## 생태
땅 위에서 주로 생활하는 육상성 동물이다.

## 분포 및 서식지
믄타와이제도의 시베룻섬과 시푸라섬, 북파가이섬, 남파가이섬에 널리 분포한다. 편평한 열대 상록수림에서 서식한다.

## 아종
2종의 아종이 알려져 있다.
- R. l. lugens - 북파가이섬과 남파가이섬
- R. l. mentawi (Chasen & Kloss, 1928) - 시베롯섬과 시푸라섬.